# Zrození tragédie z ducha hudby
Zrození tragédie z ducha hudby (v němčině Die Geburt der Tragödie aus dem Geiste der Musik) je kniha německého myslitele Friedricha Nietzscheho, která vyšla začátkem roku 1872.

## Obsah
Nietzsche ve své knize představuje intelektuální dichotomii dvou elementů: apollinského a dionýského. První představuje, zjednodušeně řečeno, formální diferencovanou realitu, druhý zase formálně nerozlišenou realitu. Apollinské je šifrou pro rozum, rozlišenost, krásu, dokonalost, realizuje se ve výtvarném umění. Dionýské je zase ztělesněním nerozlišenosti, hudby, tance, opojností, překračování hranic a orgiastické vášně. Podle Nietzscheho tyto dva elementy bojují o kontrolu nad lidskou existencí. Antická tragédie byla podle Nietzscheho nejvyšší formou umění, protože spojovala oba tyto elementy do kompaktního celku, čímž divákovi umožnila zažívat širokou škálu životních situací. Dionýský element se nacházel v hudbě sboru, zatímco apollinský element byl přítomen v dialogu. Apollinský duch tak propůjčil dionýské abstraktnosti formu. Rozvoj antické tragédie podle Nietzscheho přerušil až nástup Sókratovy racionalistické filosofie. Rovnováha apollinského a dionýského elementu v moderním umění se podle něj dá dosáhnout znovuzrozením tragédie z hudby, jak se o ně ve svých operách pokoušel Richard Wagner. Klasičtí filologové Nietzscheho doby knihu odmítli.